# Derrick Chievous
Derrick Joseph Chievous (New York, 3 luglio 1967) è un ex cestista statunitense, professionista nella NBA, in Grecia e in Argentina.
È il padre di Quinton Chievous, a sua volta cestista.

## Carriera
È stato selezionato dagli Houston Rockets al primo giro del Draft NBA 1988 (16ª scelta assoluta).
Con gli Stati Uniti ha disputato le Universiadi di Kōbe 1985.

## Palmarès
- McDonald's All-American Game (1984)
- NCAA AP All-America Third Team (1987)